# Horizontina
Horizontina és un municipi de l'estat de Rio Grande do Sul, al sud del Brasil, amb una població estimada (el 2004), de 18.046 habitants, i una superfície de 231,23 km².
Els primers habitants foren immigrants alemanys, italians, i polonesos que varen arribar a la regió el 1927, tot i que la ciutat no fou creada oficialment fins al 1955. Actualment, molts dels habitants són de d'ascendència alemanya.
És la ciutat on es va criar la supermodel Gisele Bündchen.